# Lidio Cipriani
Lidio Cipriani (Bagno a Ripoli, 17 marzo 1892 – Firenze, 8 ottobre 1962) è stato un antropologo, etnografo ed esploratore italiano.
Ha compiuto numerosi viaggi in Africa e in Asia dando un significativo contributo all'antropologia dell'epoca. Negli anni in cui il regime fascista fu impegnato nella guerra d'Etiopia fu uno dei firmatari del Manifesto della Razza.

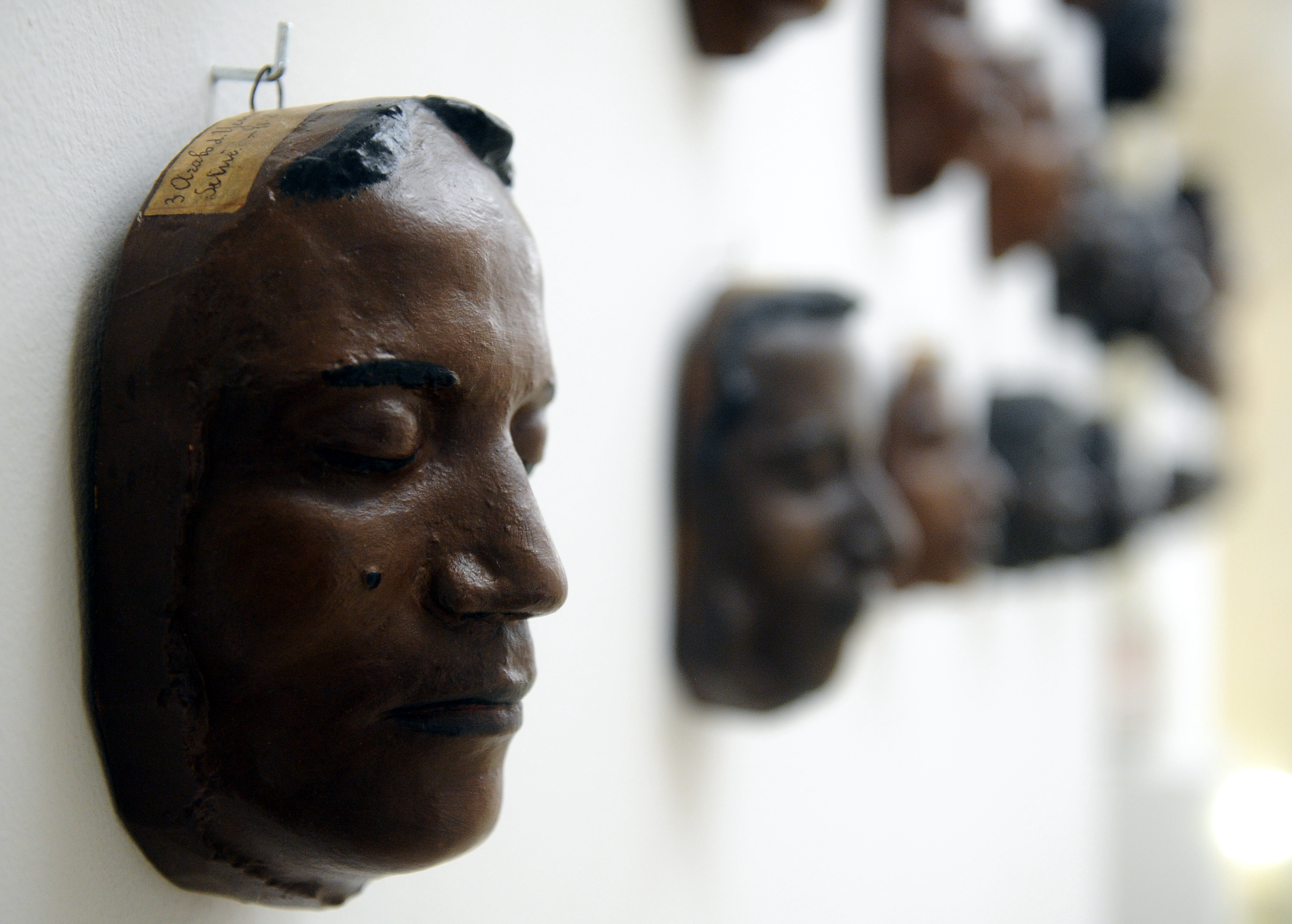
Lidio Cipriani, Calchi facciali in gesso policromo (1927-1930)

## Biografia

### Formazione
Di famiglia piccolo-borghese, il padre Cesare era maestro elementare, si formò presso la scuola tecnica San Carlo di Firenze, prendendo la licenza nel 1907, per poi frequentare la scuola normale maschile Capponi nella stessa città, dove si diplomò come maestro elementare: insegnò quindi a Fucecchio, a Galluzzo e a Firenze.
Prestò servizio militare come volontario (1915-1919) nella prima guerra mondiale e nel 1920 ottenne il diploma di perfezionamento per i licenziati delle scuole normali; iscrittosi all'università, si laureò nel 1923 in Scienze naturali con una tesi in Antropologia. Nel 1924 perfezionò i suoi studi a Parigi e nel 1925 a Londra.
Dal febbraio 1923 fu assistente volontario presso il Museo nazionale di antropologia ed etnologia di Firenze e nel 1926 ottenne la docenza in antropologia.

### Esploratore, antropologo, etnografo
Fu a partire dall'anno successivo che iniziarono le sue missioni antropologiche in Africa e in Asia: nel novembre del 1927 si recò nei territori dell'attuale Sudafrica; qui raccolse materiali etnografici, scattò 2000 fotografie e realizzò i primi modelli facciali su un campione di 76 Zulu. Nel settembre del 1927 partecipò a New York al XXIII Congresso Internazionale degli americanisti, come presidente della sezione di antropologia fisica, per poi ripartire per un altro viaggio, durato fino al 1930, in cui toccò Gedda, Gibuti, Aden, la penisola di Hafun, Mogadiscio, Chisimaio, Mombasa, Dar-es-Salam, Beira, soffermandosi in particolare nella Rhodesia settentrionale, dove compì studi di antropologia fisica sulla popolazione dei Baila.
Per realizzare le maschere facciali Cipriani, nella maggior parte dei casi, modellava il gesso direttamente sul volto della persona prescelta, ottenendo così l’impronta del viso. Da questo negativo si ricavavano i calchi; il colore della pelle era poi ottenuto utilizzando le categorie della tavoletta dei colori della pelle di Von Luchan.  Lo scopo dei calchi era quello di classificare le differenti "razze" umane, testimoniando differenze e affinità attraverso la comparazione e sottolineando così la superiorità dell'uomo bianco.
Tra il maggio del 1930 e il gennaio 1931 partecipò ad una spedizione in Congo nei territori dei Boscimani e dei Pigmei.Si recò di nuovo in Africa dal settembre al dicembre 1932, partecipando alla prima missione di ricerche scientifiche nel Fezzan, nel sud della Libia, che si proponeva di avviare indagini antropologiche ed etnografiche sui Tuareg, i Tebu, i Dauada, e di approfondire le conoscenze sulla preistoria sahariana. Dopo una seconda spedizione negli stessi territori tra il febbraio ed il marzo del 1933,  compì il suo primo viaggio nell'Asia sudoccidentale, tra fine 1934 e primavera del 1935 trattenendosi soprattutto nell'India meridionale e nell'isola di Ceylon. In vista dell'invasione italiana dell'Etiopia, volle partecipare alla guerra come volontario, ma fu congedato nel 1936, ricevendo nel frattempo il titolo di cavaliere dell'Ordine coloniale della Stella d'Italia per i suoi meriti scientifici. Nel gennaio del 1937 partecipò alla prima missione inviata dalla Reale Accademia d'Italia nell'Africa orientale italiana, sotto la guida di Giotto Dainelli: il suo interesse si rivolse soprattutto alle popolazioni del bacino del lago Tana (Amhara, Falascia), nonché dei Baria, dei Cunama e dei Beni-Amer. Nel corso di una seconda missione nell'Africa orientale italiana, compiuta fra il dicembre del 1938 e l'aprile del 1939, si interessò soprattutto delle popolazioni Galla e Sidarna.

### Manifesto della razza e antisemitismo
Le posizioni del razzismo biologico di Cipriani furono di fatto una delle basi ideologiche della dichiarazione Il Fascismo e i problemi della razza (pubblicata il 14 luglio 1938 sul Giornale d’Italia, più nota come Manifesto degli scienziati razzisti o Manifesto della razza, e ripubblicato sul numero uno della rivista La difesa della razza il 5 agosto 1938): nella dichiarazione si sosteneva l’esistenza di una pura stirpe italiana di origine ariana e la non assimilabilità ad essa di Semiti, Camiti, mulatti e  “Negri”, in quanto appartenenti a una razza non europea. Cipriani fu uno dei dieci firmatari del manifesto, nonché rappresentante di spicco del nucleo originario dei suoi estensori - insieme a Guido Landra, Leone Franzì, Lino Businco e e Marcello Ricci - che ebbe la piena approvazione di Benito Mussolini. Dopo la pubblicazione del manifesto, Cipriani divenne membro del comitato di redazione della rivista La difesa della razza, diretta da Telesio Interlandi, e del Comitato consultivo della "Biblioteca razziale Italia", una collana editoriale legata alla stessa rivista. Fece anche parte del cosiddetto Ufficio Razza del ministero della Cultura Popolare, affidato alla direzione di Guido Landra fino a febbraio 1939.
Giunto ai vertici del razzismo politico-culturale del regime fascista, cadde però in disgrazia nel giugno del 1940, con l’accusa ufficiale di avere venduto, per scopi personali, maschere e altri oggetti raccolti durante le sue missioni. Fu così rimosso dalla carica di direttore dell’Istituto di Antropologia della Regia Università di Firenze e gli fu tolto l’incarico dell’insegnamento di antropologia presso la stessa università. Secondo la ricostruzione fornita da Francesco Cassata, la vera causa della sua rimozione, come degli altri primi ispiratori del Manifesto della razza, fu la lotta interna fra le varie correnti del razzismo italiano, con il netto prevalere della corrente nazional-razzista - orientata a una riscoperta della romanità e del concetto di stirpe - a discapito del razzismo biologico. In questa polemica fu anche ripresa strumentalmente la posizione assunta da Cipriani nel 1936 nei confronti degli ebrei, quando egli aveva affermato che gli israeliti fossero assimilabili positivamente ai mediterranei e giudicò incompatibile l’antisemitismo con il “Pensiero Latino”.

### La guerra e gli ultimi anni
Dopo questa messa ai margini e le nozze nell'ottobre 1940  con la contessa Ada Maria Marezzi, nel maggio 1942 fu richiamato in servizio nell'esercito col grado di maggiore e inviato sull'isola di Creta presso il comando della divisione Siena: qui riuscì a svolgere numerose ricerche antropologiche e a raccogliere migliaia di dati antropometrici in tutte le zone dell'isola. L’8 settembre 1943 fu fatto prigioniero dai tedeschi che lo utilizzarono, sempre a Creta, come interprete fino all’ottobre del 1944, quando fu condotto a Verona.
Nel giugno 1945 fu di nuovo arrestato a Firenze per avere firmato nel 1938 il Manifesto degli scienziati razzisti e avere favorito negli anni la politica razziale e antiebraica del regime fascista. Condotto a Milano nel carcere di San Vittore, fu liberato dopo 7 mesi. Nel 1949 ricevette, da parte del governo indiano, un invito a partecipare a una spedizione di esplorazione delle isole Andamane presso cui restò sino al 1954, ritornando di tanto in tanto in Europa per partecipare a congressi scientifici internazionali: in qualità di scienziato autorevole si recò in Inghilterra, in Polonia, in Svizzera, in Francia e in Cecoslovacchia, dove gli venne assegnata un'onorificenza per i suoi meriti scientifici. Morì a Firenze l'8 ottobre 1962.

## Opere
Elenco di opere selezionate:

### Monografie
- Ricerche sulla rotula umana, Firenze, Università degli studi di Firenze, 1922
- In Africa dal Capo al Cairo, con una lettera introduttiva di Nicola Vecchelli, Firenze, R. Bemporad e figlio, stampa 1932
- Considerazioni sopra il passato e l’avvenire delle popolazioni africane, s.n., s.l., 1932
- Gli Zulu : da un viaggio dell'autore,  Firenze, Bemporad, stampa 1932
- Il Congo : da un viaggio dell'autore, Firenze, Bemporad, stampa 1932
- Le antiche rovine e miniere della Rhodesia,  Firenze, Bemporad, stampa 1932
- Un assurdo etnico: l'impero etiopico, con presentazione di Corrado Zoli,  Firenze, R. Bemporad, c1935
- A Ceylon alla ricerca degli ultimi Vedda, s.l., s.n., [1936?]
- I Baria e Cunama (composto con Pini Accurti Fiamma), Firenze , Università degli studi di Firenze, 1937
- Sul tipo umano di Neandherthal (composto con Fabiani Wanda), Firenze, Università degli studi di Firenze, 1937
- Arabi dello Yemen e dell'Higiaz, Firenze, s.n, 1939
- 5: Ricerche antropologiche sulle genti, Roma, Accademia d'Italia, 1940
- Abitazioni indigene dell'Africa orientale italiana, Napoli, Edizioni della Mostra d'oltremare, [1940?]
- I bantu occidentali, i pigmei del bacino del Congo, i bantu orientali e meridionali, i boscimani san, gli ottentotti koi-koin,  Torino, Unione tipografico-editoriale torinese, 1941
- I negri del Sudan occidentale e dell'Alta Guinea, Torino, Unione tipografico-editrice torinese, 1941
- Creta e l'origine mediterranea della civiltà, Firenze, Marzocco, 1943
- I negri del Sudan centrale ed orientale, Estr. da: ‘’Le razze e i popoli della terra’’ di Renato Biasutti, v. 2., Torino, Unione tipografico-editrice torinese, 1941
- Vita ignorata degli uomini e degli animali, Milano, Fratelli Bocca, 1952
- The Andaman Islander, London, Weidenfeld and Nicolson, 1966